# Hospital da Restauração

O Hospital da Restauração (HR) é uma instituição hospitalar pública da cidade do Recife, estado de Pernambuco, Brasil. Criado em 1969, é o maior hospital público da Região Nordeste.
É referência nas áreas de trauma, neurocirurgia, cirurgia bucomaxilofacial, neurologia, cirurgia geral, clínica médica e ortopedia.

## História
O Hospital da Restauração foi inaugurado em 31 de dezembro de 1969, em substituição ao antigo Hospital de Pronto Socorro, que não comportava o atendimento de emergência do Recife. Teve seu foco inicial voltado para a população não coberta pelo antigo INSS, então considerada população de indigentes. Em 1992 passou a atender totalmente a rede SUS.
Em 2005, recebendo credenciamento do Ministério da Educação, tornou-se hospital de ensino, com programas de residência em Medicina, Enfermagem, Farmácia e Nutrição.
Seu perfil de atendimento, que no início era basicamente traumatologia, estendeu-se para Neurologia, neurocirurgia, queimaduras e intoxicações.